# Kadath
Kadath ist eine deutsche Death-Metal- oder Deathgrind-Band aus Aachen.

## Geschichte
Die Band wurde 1992 unter dem Namen Catalepsy gegründet. Nach diversen Demos und EPs erhielt die Band einen Plattenvertrag bei dem Musiklabel Teutonic Existence Records, bei welchem auch das Debütalbum veröffentlicht wurde, darauf hatte die Band bereits die Grenze zum Deathgrind überschritten. Produziert wurde das Album von Andy Classen, der bereits für namhafte Musikgruppen wie Holy Moses oder Destruction als Produzent gearbeitet hatte.
Das zweite Album Chasing the Devil beschäftigt sich mit dem Leben und den Taten des Serienmörders Andrej Tschikatilo. Es erschien beim deutschen Musiklabel Cudgel Agency. Das Album enthält als Bonus einen Ausschnitt eines Konzerts, welches in Berlin aufgezeichnet wurde.
Die Band löste sich Mitte 2005 auf. Ende 2006 erfolgte die Wiedervereinigung. Teile der Band sind bis heute in anderen Bands aktiv. So spielte Erling in der Band Punished Earth (RIP) und Rolf spielte über zehn Jahre bei Cause Of Divorce (Grindcore), bis er 2012 seine Band Document 6 (deutschsprachiger Grindcore) gründete, welche immer noch aktiv ist.

## Diskografie
- 1994: Face Your Death (Demo)
- 1995: Into the Eternal Depths of Sorrow and Desolation (Demo)
- 1996: Kadath / Immured (Split-EP)
- 1996: Promo (Demo)
- 1997: Kadath / Evoke (Split-EP)
- 1998: Twisted Tales of Gruesome Fates (EP)
- 1998: Cruel (Album)
- 2002: Chasing the Devil (Album)

## Weitere Bedeutung
- Kadath in der kalten Wüste ist auch eine fiktive Götterburg, die durch den US-amerikanischen Horrorautor H. P. Lovecraft beschrieben wurde.